# باربرا جين رييس
باربرا جين رييس (بالإنجليزية: Barbara Jane Reyes)‏ هي كاتِبة وشاعرة أمريكية، ولدت في 1971 في مانيلا في الفلبين.